# Gustav Krupp von Bohlen und Halbach

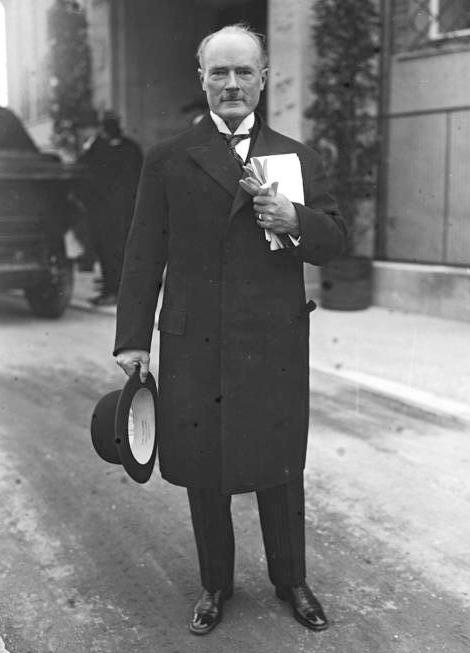
Gustav Krupp von Bohlen und Halbach (1931)

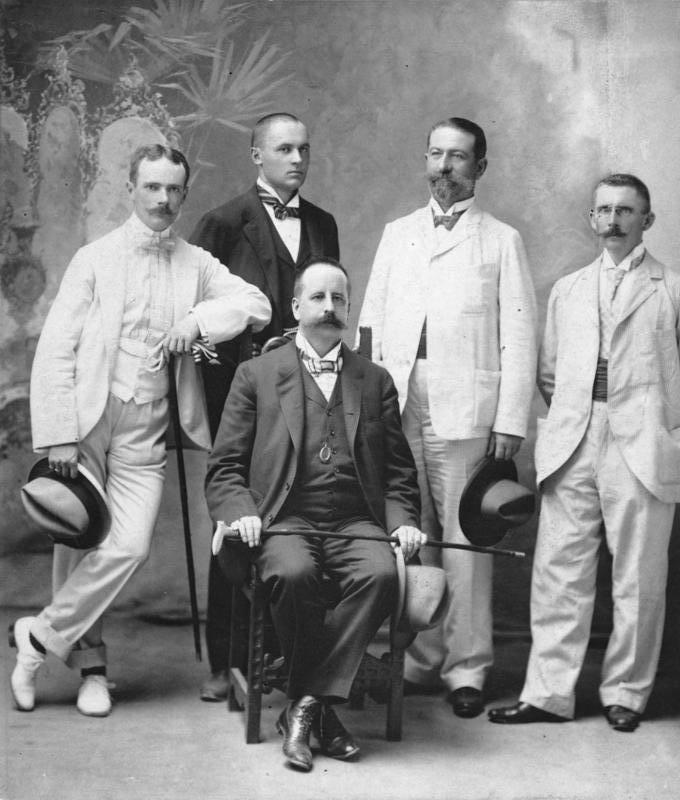
Gustav von Bohlen und Halbach (links) 1900 als Legationssekretär in Peking

Gustav Georg Friedrich Maria Krupp von Bohlen und Halbach (* 7. August 1870 in Den Haag, Niederlande; † 16. Januar 1950 in Schloss Blühnbach) war ein deutscher Diplomat und später, nach Heirat mit Bertha Krupp, Aufsichtsratsvorsitzender der Fried. Krupp Aktiengesellschaft.
Er gehörte zu den 24 im Nürnberger Prozess gegen die Hauptkriegsverbrecher vor dem Internationalen Militärgerichtshof angeklagten Personen. Er wurde in sämtlichen vier Verhandlungspunkten angeklagt, das Verfahren wurde jedoch aus gesundheitlichen Gründen eingestellt.

## Studium, Diplomatenlaufbahn
Gustav von Bohlen und Halbach wurde 1870 als fünftes von sieben Kindern des deutschen Diplomaten Gustav von Bohlen und Halbach im niederländischen Den Haag geboren. Er besuchte das Großherzogliche Gymnasium in Karlsruhe und machte dort 1888 sein Abitur. Anschließend studierte er Rechtswissenschaften und promovierte 1893 an der Ruprecht-Karls-Universität in Heidelberg zum Dr. jur. Nachdem er zunächst im badischen Staatsdienst tätig gewesen war, wurde er 1897 Assessor im Auswärtigen Amt in Berlin. Zwei Jahre später ging er als Legationssekretär an die Botschaft nach Washington, D.C., Vereinigte Staaten, später nach Peking, China. Ab 1904 war er als Legationsrat an der preußischen Gesandtschaft beim Heiligen Stuhl.

## Familie
Durch Vermittlung Kaiser Wilhelms II. heiratete er 1906 Bertha Krupp, die Alleinerbin des Krupp-Unternehmens, mit der er acht Kinder hatte:
1. Alfried Krupp von Bohlen und Halbach (1907–1967), der letzte Firmeninhaber
  1. Arndt von Bohlen und Halbach (1938–1986), 1966 Erbverzicht zugunsten der Stiftung
2. Arnold Gustav Hans von Bohlen und Halbach (1908–1909)
3. Claus Arthur Arnold von Bohlen und Halbach (1910–1940) ⚭ 1938 Sita von Medinger (1912–1997)
4. Irmgard Sophie Margarethe (1912–1998) ⚭ 1938 Johann (Hanno) Freiherr Raitz von Frentz (1906–1941) und ⚭ 1952 Robert Eilenstein (1920–1986)
5. Berthold Ernst August von Bohlen und Halbach (1913–1987) ⚭ Edith von Maltzan, Freiin zu Wartenberg und Penzlin (1919–2009)
6. Harald Georg Wilhelm von Bohlen und Halbach (1916–1983) ⚭ Doerte Hillringhaus (1934–2002)[1]
7. Waldtraut Elisabeth Mechthild von Bohlen und Halbach (1920–2005) ⚭ 1942–1961 Henry Thomas (1912–?) und ⚭ 1961 Walter Burckhardt
8. Eckbert Wolfgang Eberhard von Bohlen und Halbach (1922–1945)

Durch königlich-preußischen Erlass wurde dem Paar und seinen Nachkommen gestattet, den Namen Krupp von Bohlen und Halbach zu führen, soweit und solange persönliche Inhaberschaft für das Unternehmen vorlag. Das 1943 von Adolf Hitler erlassene Lex Krupp schrieb diese Regelung ebenfalls fest. Der letzte direkte Erbe, Arndt von Bohlen und Halbach, hieß aus diesem Grunde nicht mehr Krupp von Bohlen und Halbach, weil er auf das Erbe und die Unternehmensleitung verzichtet hatte.
Der vorangestellte Namenszusatz Krupp wurde nur zu offiziellen Anlässen wie Empfängen und Sitzungen verwendet, die im Zusammenhang mit der Firma standen. Privat und auch innerhalb ihres Familiensitzes, der Villa Hügel, wurden sie von den zahlreichen Bediensteten lediglich Herr und Frau von Bohlen genannt, selbst der Zusatz und Halbach wurde weggelassen. Gustav Krupp von Bohlen und Halbach trug innerhalb der Familie den Spitznamen Taffy. Das private Familienleben spielte sich im Sommer außerhalb Essens auf Schloss Blühnbach im Land Salzburg ab, das die Familie 1916 gekauft hatte. Dort widmete sich Gustav von Bohlen gern der Jagd, manchmal auch mit offiziellen Gästen der Firma Krupp.

## Der Unternehmer

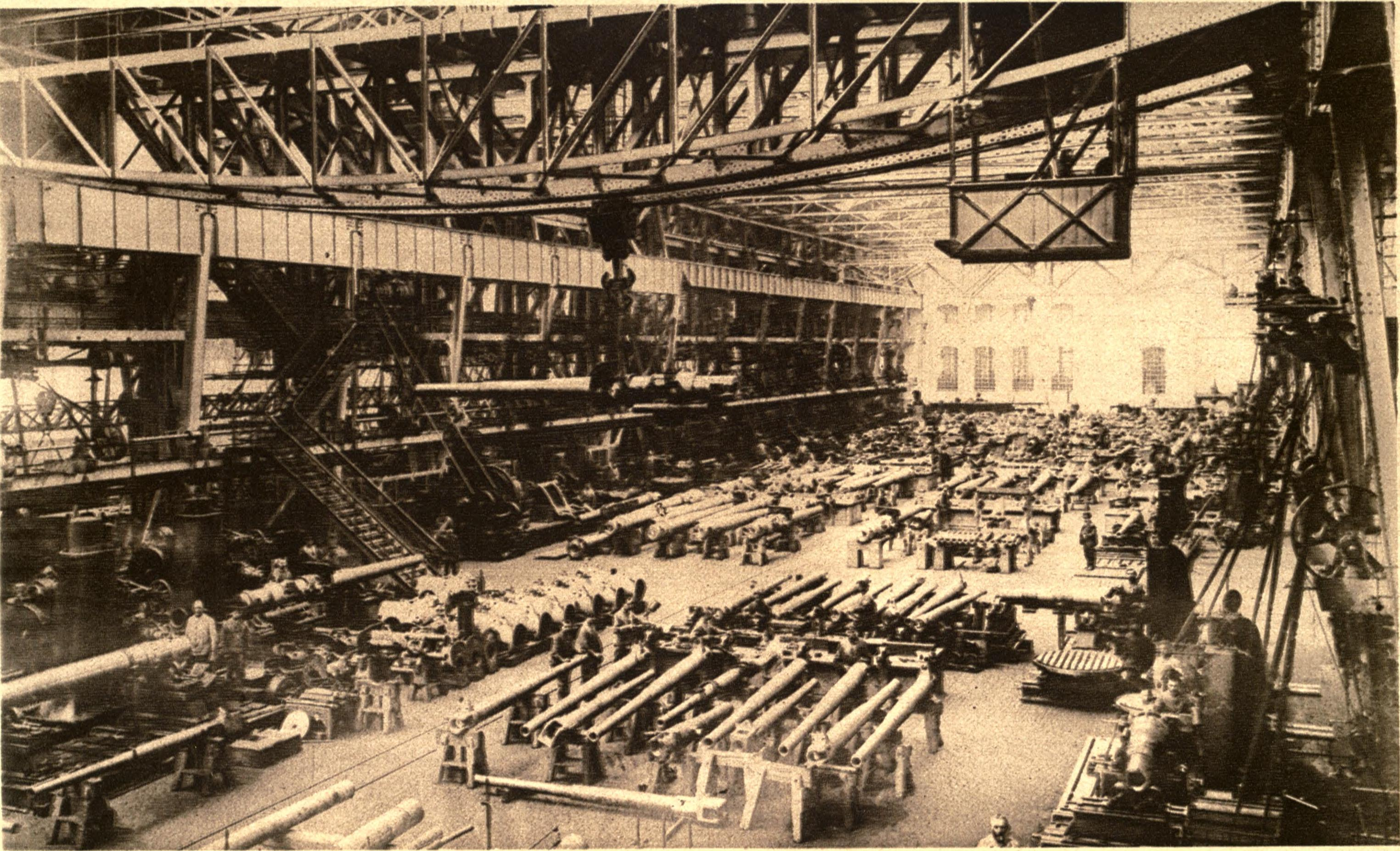
Krupp-Geschützwerke (um 1915)

Nachdem Gustav Krupp von Bohlen und Halbach in die Unternehmensführung eingetreten war, baute er ab 1908 die Sozialeinrichtungen der Krupp AG aus. Hierdurch erwarb er sich den Ruf eines Unternehmers mit sozialem Verantwortungsbewusstsein für die Belegschaft und wurde sehr populär. 1909 wurde er Aufsichtsratsvorsitzender des Unternehmens, 1910 Mitglied des Preußischen Herrenhauses und der Kaiser-Wilhelm-Gesellschaft. Von 1908 bis 1920 war er auch Mitglied des Provinziallandtages der Rheinprovinz.
1913 geriet er im Kornwalzer-Skandal unter öffentlichen Druck, da Beamte der Heeresverwaltung bestochen wurden, um an Informationen über die Konkurrenten der Fried. Krupp AG zu gelangen.
Nachdem der Beginn des Ersten Weltkrieges das Auslandsgeschäft zum Erliegen gebracht hatte, stellte Krupp von Bohlen und Halbach die Produktion des Unternehmens ganz auf Rüstung um. Dies führte dazu, dass das Unternehmen nach dem Ende des Ersten Weltkrieges 1918 wegen des Verbots der Produktion von Rüstungsgütern (siehe Versailler Vertrag) in wirtschaftliche Schwierigkeiten geriet.
Bohlen zählte zur Gruppe der extremen Annektionisten unter den deutschen Industriellen. In seiner Kriegszieldenkschrift, die er im Juli 1915 an Rudolf von Valentini sandte, forderte er Mitteleuropa mit Einschluss von Österreich-Ungarn, Holland, der Schweiz, der Balkan- und der nordischen Staaten unter deutscher wirtschaftlicher und politischer Vorherrschaft neu zu ordnen. Belgien, die Gebiete östlich von Mosel und Maas und die Nordküste Frankreichs sollten dem Reich einverleibt werden. In Afrika sollte ein großes militärisch gesichertes deutsches Kolonialreich entstehen. Teile von Polen sollten dem Reich angegliedert werden, um landwirtschaftlichen Lebensraum im Osten zu erwerben. Hierin unterschied er sich von den Alldeutschen, denen eine Landnahme bis vor die Tore von Sankt Petersburg vorschwebte. Ende 1914 schrieb Krupp an Karl Haniel:

„Auch ich hoffe sehr, dass es noch gelingen wird, England am eigenen Leib empfindlich zu treffen. Von den neulich durch die Presse gegangenen Äußerungen des Staatssekretärs von Tirpitz werden Sie ja schon Einiges in dieser Beziehung entnommen haben. Sitzen wir einmal fest am Kanal, so haben wir damit schon in der Vormachtstellung Englands in der Welt eine gehörige Bresche geschlagen.“

Im Zuge der Ruhrbesetzung durch Frankreich im Jahre 1923 wurden Krupp von Bohlen und Halbach und acht Direktoren der Fried. Krupp AG im Zusammenhang mit Vorfällen, die als Essener Blutsamstag in Erinnerung blieben, festgenommen, von einem französischen Militärgericht verurteilt und sieben Monate inhaftiert, bis die Reichsregierung unter Reichskanzler Gustav Stresemann die Politik des passiven Widerstands aufgab. Durch die Ruhrbesetzung erlitt die ohnehin geschwächte Produktion der Fried. Krupp AG weitere schwere Beeinträchtigungen. Da Krupp von Bohlen und Halbach zudem Rationalisierungsmaßnahmen nur zögerlich umgesetzt hatte, traf die Weltwirtschaftskrise 1929 das Unternehmen besonders hart.
1924 wurde Krupp von Bohlen und Halbach Präsident des Aufsichtsrats der Bank für Deutsche Industrieobligationen, der sogenannten „Dawes-Bank“ (vgl. IKB Deutsche Industriebank). 1931 bis 1934 war er Präsident des Reichsverbandes der Deutschen Industrie. Von 1911 (also seit der Gründung der KWG) bis 1937 war er Mitglied des Senats der Kaiser-Wilhelm-Gesellschaft (KWG), danach war er Ehrensenator. Im Jahr 1933 wurde er mit der Harnack-Medaille der Kaiser-Wilhelm-Gesellschaft ausgezeichnet, im gleichen Jahr wurde er Mitglied des Verwaltungsrats der Deutschen Reichsbahn-Gesellschaft.

## Krupp und das Dritte Reich

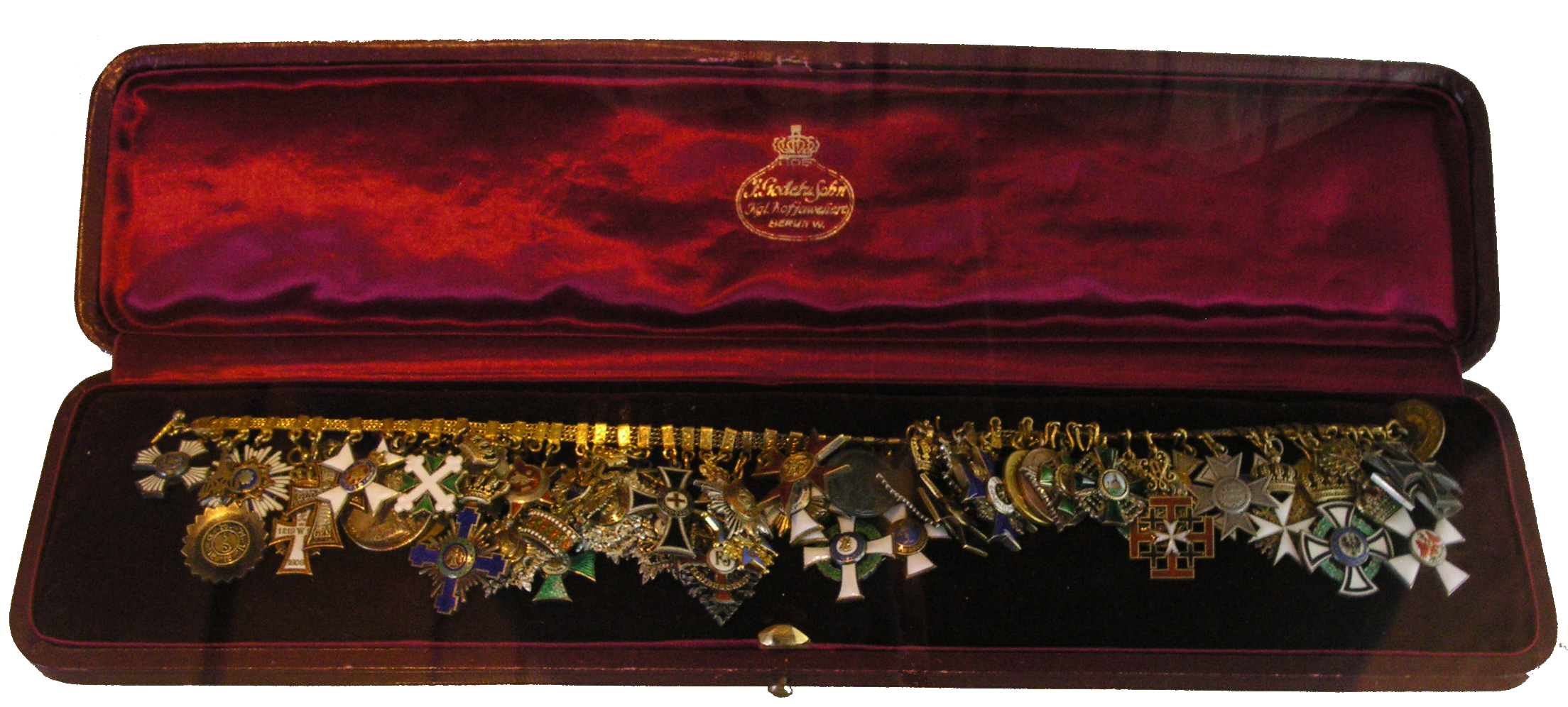
Frackkette Krupp von Bohlen und Halbachs

Gustav Krupp von Bohlen und Halbach hatte dem Nationalsozialismus zunächst distanziert gegenübergestanden. Im Januar 1932 war er einem Vortrag Hitlers vor den Rhein-Ruhr-Industriellen ferngeblieben und weigerte sich, der NSDAP Geld zu spenden. Er setzte sich zudem öffentlich für die Wiederwahl des Reichspräsidenten Paul von Hindenburg ein. Doch nach der Machtergreifung passte er sich der neuen Obrigkeit, also Hitler, mehr und mehr an. Er sagte zu seiner Tochter Irmgard: „Wir müssen mitmachen, um zu retten, was zu retten ist.“ Er war unter den Teilnehmern des geheimen Treffen Hitlers mit Industriellen am 20. Februar 1933, bei dem eine Wahlkampfhilfe von drei Millionen Reichsmark für die NSDAP und ihren Koalitionspartner, die Kampffront Schwarz-Weiß-Rot, zugesagt wurde, und zwar von ihm selbst eine Million beispielhaft als Erstem. Im gleichen Jahr finanzierte Krupp die Arbeitsstelle Schacht, welche ein Wirtschaftsprogramm für die Nationalsozialisten entwarf.
1933 wurde er dann Kuratoriumsvorsitzender der Adolf-Hitler-Spende der deutschen Wirtschaft und 1937 Wehrwirtschaftsführer. 1940 verlieh ihm Hitler das Goldene Parteiabzeichen der NSDAP, am 21. November 1940 beantragte Krupp die Aufnahme in die NSDAP und wurde rückwirkend zum 1. November desselben Jahres aufgenommen (Mitgliedsnummer 7.773.548). Zugleich setzten die Nationalsozialisten Krupp von Bohlen und Halbach und die Fried. Krupp AG zu propagandistischen Zwecken ein.
Krupp gehörte dem 15-köpfigen „Führerrat“ des Reichsbundes Deutscher Seegeltung an.
Mit Beginn des Zweiten Weltkriegs nahm das Unternehmen durch die erhebliche Nachfrage nach seinen Rüstungsprodukten einen weiteren rasanten Aufschwung. Neben den regulären Beschäftigten wurden bei der Fried. Krupp AG zwischen 1940 und 1945 ca. 100.000 Zwangsarbeiter und KZ-Häftlinge eingesetzt.
Gustav Krupp von Bohlen und Halbach war ab 1941 krank und konnte die Firmenleitung nur noch bedingt aufrechterhalten.
Am 20. April 1942 schenkte er Hitler den ersten produzierten Tiger-Panzer, den Hitler als „sein schönstes Geburtstagsgeschenk“ würdigte.
Nach einer Reihe von Schlaganfällen übertrug Gustav Krupp von Bohlen und Halbach Ende 1943 die Leitung des Unternehmens seinem ältesten Sohn Alfried. In diesem Zusammenhang erließ Hitler – auf Betreiben Krupps – die sogenannte „Lex Krupp“, die Krupp Abgaben und Steuern, die in Zusammenhang mit der Gründung und Vererbung / Schenkung standen, in Höhe von rund 400 Millionen Reichsmark ersparte.
Der Buchwert des Krupp-Konzerns stieg, ohne die Fabriken in den besetzten Gebieten, von 75.962.000 Reichsmark im Oktober 1933 auf 237.316.093 Reichsmark im Oktober 1943. 1943 notierte Ulrich von Hassell in seinem Tagebuch:

„Der Generaldirektor Loeser [Direktor bei Krupp], ein kluger klarblickender Mann, erzählte neulich bei Popitz, die führenden Leute, an der Spitze natürlich der servile Krupp-Bohlen und der kaltschnäuzig egoistische Zangen ständen beide positiv zu Hitler, weil sie glaubten, auf diese Weise gut zu verdienen und die Arbeiter an der Leine zu halten.“

Nachdem sein Sohn Alfried Ende 1943 die Leitung des Konzerns übernommen hatte, zog sich Gustav Krupp von Bohlen und Halbach auf das Schloss Blühnbach zurück.

## Die letzten Lebensjahre

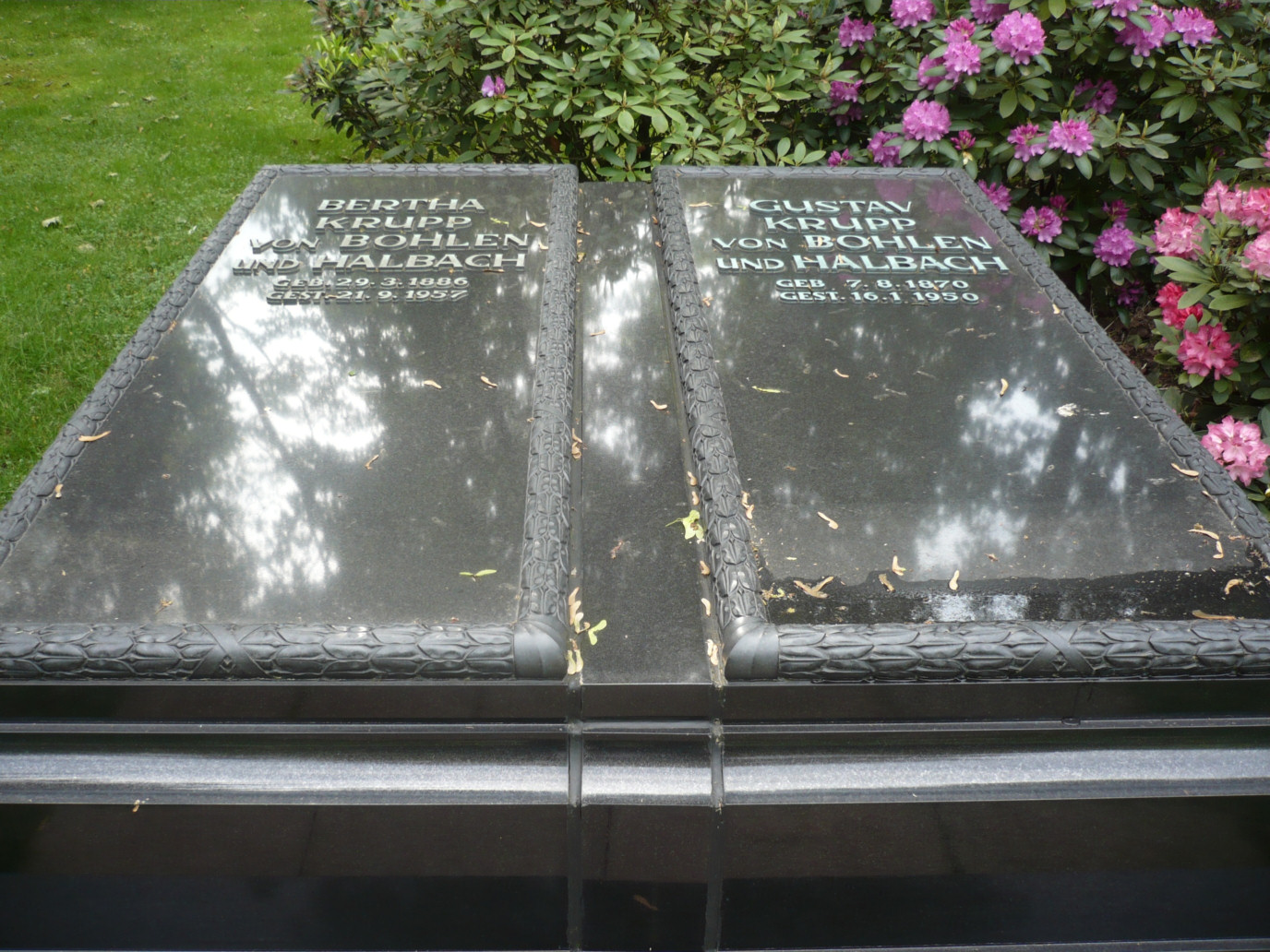
Grabplatten von Gustav Krupp von Bohlen und Halbach und seiner Frau Bertha auf dem Friedhof Bredeney

Gustav Krupp von Bohlen und Halbach verbrachte die letzten Jahre seines Lebens ab 1945 bettlägerig und senil in einem Zimmer des Posthauses von Schloss Blühnbach (das Schloss selbst war inzwischen Quartier der amerikanischen Besatzer), gepflegt von seiner Frau.
Die Stadt Essen distanzierte sich 1946 von Gustav und Bertha Krupp, ihnen wurden die Ehrenbürgerrechte aberkannt.
Nach Gustav Krupp von Bohlen und Halbachs Tod wurde er zunächst im Familiengrab der Bohlen und Halbach in Süddeutschland beigesetzt. Nach dem Tod seiner Frau Bertha 1957 wurde die Urne Gustavs auf den Friedhof Bredeney überführt.

## Anklage im Nürnberger Prozess
Im Rahmen des Nürnberger Prozesses gegen die Hauptkriegsverbrecher wurde auch gegen Gustav Krupp Anklage erhoben. Mit ihm wollte die Anklagebehörde symbolisch die deutsche Rüstungsindustrie erfassen. Sie warf Krupp vor, die Machtergreifung Hitlers unterstützt sowie die Festigung der nationalsozialistischen Herrschaft gefördert zu haben. Weitere Anklagepunkte waren unter anderem die Teilnahme an Kriegsvorbereitungen und Kriegsverbrechen sowie Verbrechen gegen die Menschlichkeit. Aufgrund des fortgeschrittenen körperlichen Verfalls Krupps stellte sein Verteidiger den Antrag, das Verfahren gegen ihn auszusetzen. Dem widersetzte sich der amerikanische Ankläger Jackson mit dem Hinweis, dass Krupp zu den mächtigsten und hartnäckigsten Kräften gehörte, die den Krieg herbeigeführt hätten und dass zudem der Krupp-Konzern aus Rüstung und Krieg erhebliche Gewinne gezogen hätte. Die britische Anklagevertretung schloss sich der Argumentation Jacksons an, während sich die Sowjets enthielten und die Franzosen für die Einstellung des Verfahrens waren.
Wegen des Beharrens der Amerikaner und Briten auf einer Anklageerhebung wurde eine internationale Ärztekommission beauftragt, den Gesundheitszustand Krupps abschließend zu beurteilen. Die Ärzte kamen einstimmig zu dem Ergebnis, dass Krupp verhandlungsunfähig sei. Aufgrund dieses Gutachtens wurde das Verfahren gegen Gustav Krupp eingestellt. Die Anträge der Anklagebehörde, gegen Krupp in Abwesenheit zu verhandeln oder ersatzweise Anklage gegen dessen Sohn Alfried zu erheben, wurden von den Richtern des Internationalen Militärgerichtshofes in einer Vorverhandlung abgelehnt.
Auch beim späteren Krupp-Prozess gegen die Mitglieder des Direktoriums der Firma Krupp wurde gegen Gustav Krupp keine Anklage mehr erhoben.

## Ehrungen
- 15. Juli 1916: Ehrendoktorwürde der Christian-Albrechts-Universität zu Kiel (Dr. rer. pol. h. c.)
- 20. November 1936: Ehrenbürger der Stadt Essen zusammen mit seiner Frau Bertha[14]; beide Ehrenbürgerschaften wurden nach der Zeit des Nationalsozialismus am 27. März 1946 auf Beschluss der damaligen Gemeindevertretung wieder aufgehoben.
- 7. August 1940: Erster Ehrenring der Stadt Essen zum 70sten Geburtstag[15]; mit Satzung vom 25. Oktober 1961 beschloss der Rat der Stadt die Stiftung des Ehrenringes der Stadt Essen neu, damit wird Gustav Krupp von Bohlen und Halbach als Träger aus der Zeit des Nationalsozialismus nicht mehr aufgeführt.

## Film
- Im Fernseh-Dreiteiler von 2009 Krupp – Eine deutsche Familie wird Gustav Krupp von Bohlen und Halbach von Heino Ferch und Thomas Thieme dargestellt.